# 나라현도 제1호선
1번 나라현도(일본어: 奈良県道1号奈良生駒線→나라현도 1호 나라-이코마선)는 나라현 나라시 오모리정에서 이코마시까지 이어주는 주요 지방도(현도) 노선이다.

## 개요
이 도로의 구간 중에서 상당수 이상의 구간이 나라시의 시역을 차지하고 있으며, 이코마시로 향하는 구간은 고작 700 m에 불과한 것으로 드러난다.

### 노선 정보
- 기점: 나라시 오모리초 (오모리초 교차로, 나라현도 제754호 기즈 요코타 선과 교차)
- 종점: 이코마시 쓰지마치 나들목 (나라현도 제8호 오사카 이코마 선과 교차)
- 노선 인정: 1977년 3월 29일 정식으로 노선 인정.

## 연혁
- 1993년 5월 11일 : 건설성에서 현도 나라 이코마 선이 주요 지방도에 정식으로 공인됨

## 지리

### 통과하는 지자체
- 나라시
- 이코마시

### 통과하는 도로

#### 국도, 고속도로
- 국도 제24호선
- 국도 제168호선
- 국도 제308호선(일본어판)
- 국도 제369호선(일본어판)
- 제2한나 유료 도로(일본어판)

#### 현도 (県道)
- 나라현도 제754호선
- 나라현도 제9호선
- 나라현도 제52호선
- 나라현도 제7호선
- 나라현도 제702호선

### 연선
- 나라역
- 헤이제이쿠
- 데즈카야마 대학(일본어판)